# Захватай
Захвата́й (рос. Захватай) — присілок в Красногорському районі Удмуртії, Росія.

## Населення
Населення — 30 осіб (2010; 44 в 2002).
Національний склад станом на 2002 рік:
- росіяни — 95 %